# 榮興村
榮興村是臺灣南投縣仁愛鄉的一個村，位於該鄉東北部畢祿溪流域，東依花蓮縣秀林鄉，西接翠華村，南鄰大同村，北與臺中市和平區接壤。該村於1981年7月1日自大同村拆分而成立，村內有日新崗、松泉崗、智遠莊與碧綠溪等聚落。

## 交通動線
- 臺8線（木蘭橋）
- 820線林道（已廢棄）

## 設施與景點
| - 合歡山隧道 - 貓耳菊農地 - 楓紅谷 - 天巒池:92、93 | - 東營大將軍廟 - 榮興社區活動中心 - 南投縣政府警察局仁愛分局榮興派出所 - 行政院農業委員會林業試驗所蓮華池研究中心畢祿溪集水區試驗站 |

## 自然景觀
| - 合歡溪 - 畢祿溪 - 天巒池:92、93 | - 畢祿山 - 北畢祿山 - 武法奈尾山 - 北合歡山 |